# Richard Lydekker

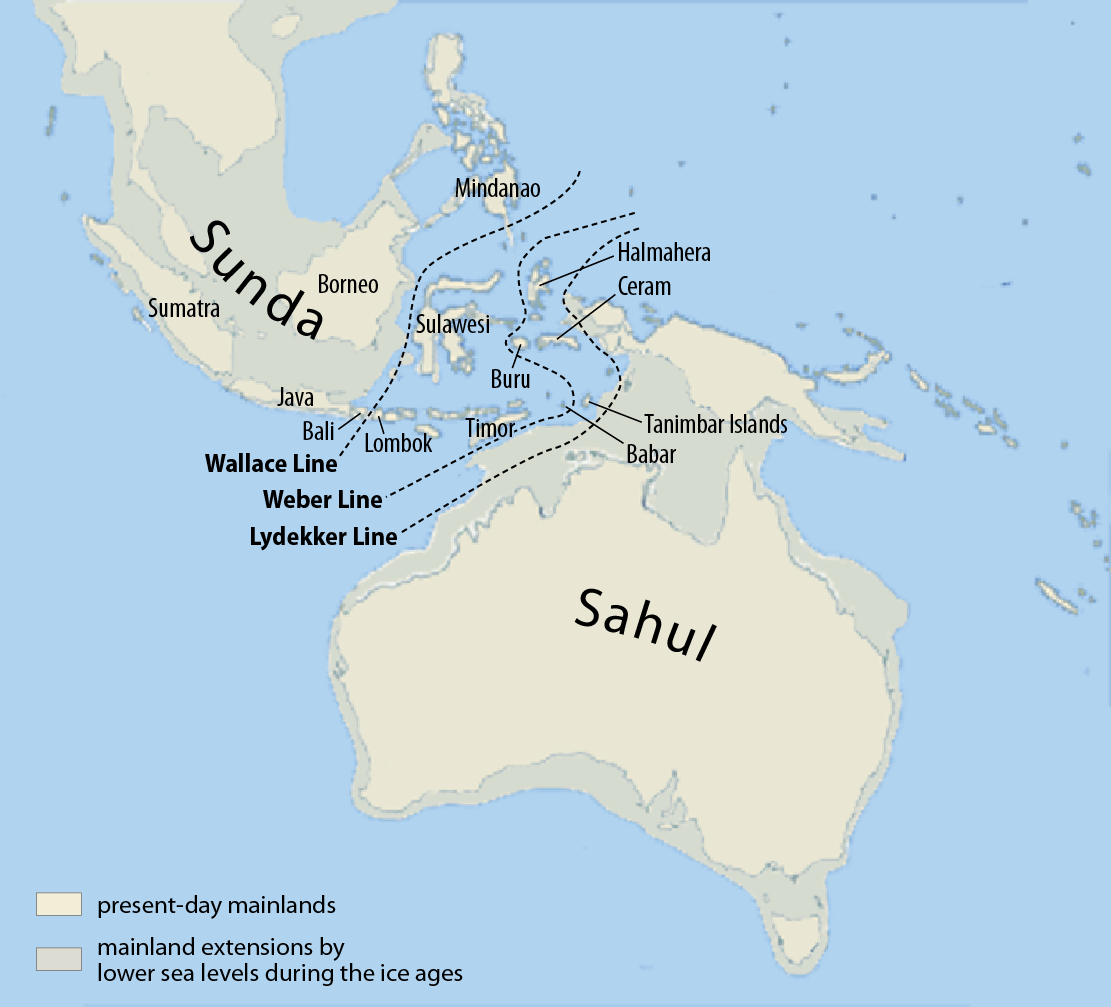
Mapa mostrando a Linha Lydekker.

Richard Lydekker (Londres, 25 de Julho de 1849 — Harpenden, 16 de Abril de 1915) foi um naturalista e geólogo inglês, autor de numerosas obras sobre história natural e de um conjunto de trabalhos pioneiros sobre a biogeografia do sueste asiático e da Austrália.

## Biografia
Lydekker formou-se no Trinity College, Cambridge, tendo sido o primeiro da sua classe nos trabalhos de campo de história natural (1872), ano em que se formou bacharel em artes. Em 1874 foi colocado como técnico na Geological Survey of India, dedicando-se ao estudo da paleontologia dos vertebrados do norte da Índia, especialmente da região da Caxemira.
Após o seu regresso a Londres, em 1882, casou com Lucy Marianne Davys, de quem teve dois filhos e três filhas. Nesse mesmo ano foi nomeado responsável pela catalogação dos fósseis de mamíferos, répteis e aves no Natural History Museum, cargo que exerceu de 1882 a 1896. Em resultado desse trabalho e da sua experiência no subcontinente indiano, publicou as obras A Manual of Palaeontology (em colaboração com Henry Alleyne Nicholson, 1889) e The Wild Animals of India, Burma, Malaya, and Tibet.
Lydekker foi também influente no nascimento da biogeografia, tendo delineado em 1895 a fronteira biogeográfica, conhecida como a Linha de Lydekker, que atravessando a actual Indonésia separa a Wallacea, a noroeste, da Austrália-Nova Guiné, a sueste.
Lydekker escreveu a obra Royal Natural History, publicada em Londres pelo editor Frederick Warne & Co nos anos de 1893-1894. A obra, com prefácio de Philip Lutley Sclater, saiu em 6 volumes, ilustrados com 72 gravuras coloridas e 1600 gravuras, e atingiu uma grande popularidade.
Foi feito sócio da  Royal Society em 1894 e recebeu a Medalha Lyell em 1902.

## Obras principais
- Indian Tertiary Vertebrata.
- Geology of Kashmir.
- Catalogues of Fossil Mammals.
- Reptiles and Birds in British Museum (en diez volúmenes).
- Phases of Animal Life.
- Life and Rock''.
- Geographical History of Mammals.
- A Manual of Palaeontology  (dos volumenes, 1889), en colaboración con Henry Alleyne Nicholson (1844-99).
- The Deer of All Lands.
- Cats and Carnivora (1894).
- Wild Oxen, Shep and Goats of All Lands.
- The Great and Small Game of Neurope, North and Weste Asia, and America.
- Descriptions of South American Fossil Animals.
- Mostly Mammals.
- Horns and Hoofs.
- The Game Animals of India, Burma and Tibet.
- The Game Animals of Africa.
- The Sportsman’s British Birds.
- A Trip to Pilawin.
- A Geography of Hertfordshire.
- The Horse and its Relatives.
- The Sheep and its Cousins.
- The Ox and its Kindred.
- An Introduction to the Study of Mammals (1891), en colaboración con Sir William Henry Flower (1831-99).
- The Royal Natural History (1893-96).